# Beli hotel (roman)
Beli hotel je srpski prevod romana D. M Tomasa. Izdavač je bio beogradski Nolit, 1984. godine. Tiraž izdanja bio je 5.000 primeraka. Knjigu je prevela Vesna Gaspari, stihiove prepevao Ivan V. Lalić, a predgovor napisao David Albahari. Izdanje je imalo 276 strana.

## Originalno izdanje
Roman je originalno izašao u januaru 1981. godine pod nazivom The White Hotel za izdavača Golanc.

## Kratak sadržaj
Elizabet Liza Erdman, operska pevačica polujevrejskog porekla, postaje u jednom trenutku Frojdov pacijent. Frojd joj pomaže da se izleči, nastavi svoju pevačku karijeru i čak da postigne prividan mir stupajući u brak s Viktorom Berenštajnom, takođe operskim pevačem iz Kijeva. Međutim, povratak u Ukrajinu, gde je Liza rođena, poklapa se s početkom svetske histerije koja vodi u Drugi svetski rat. Umesto da dosegne spokoj, Liza strada u masakru Jevreja i Ukrajinaca u Babijem Jaru, jednom od najstrašnijih pokolja nevinih žrtava.